# Johanna Spyri
Johanna Spyri, geboren als Johanna Louise Heusser (Hirzel, 12 juni 1827 - Zürich, 7 juli 1901), was een Zwitserse schrijfster. Ze schreef onder andere het beroemde boek Heidi, dat later ook meermaals verfilmd werd.

## Biografie
Johanna Spyri was de vierde van zes kinderen. Haar vader was arts Johann Jacob Heusser en haar moeder dichteres Meta Heusser-Schweizer. Ze groeide op in Hirzel, een dorp in het kanton Zürich. In 1852 trouwde ze met Johann Bernhard Spyri. Haar eerste verhaal (Ein Blatt auf Vronys Grab) verscheen pas in 1871, toen Spyri 44 was. In 1881 schreef ze Heidis Lehr- und Wanderjahre, dat een groot succes werd. Het jaar daarna kwam een vervolg uit, Heidi kann brauchen, was es gelernt hat. Het boek Heidi is in meer dan 50 talen vertaald en is ook meerdere malen verfilmd, waaronder in 1952, 2014 en 2015. Er is ook een miniserie uit 2012. 
Alle boeken en teksten van Johanna Spyri werpen een kritische, nietsverhullende blik op Zwitserland en op het leven van mensen tijdens de vroege industrialisatie. Vooral het lot van kinderen ging Spyri aan het hart.
Van 1871 tot haar dood in 1901 bracht Spyri 31 boeken, 27 verhalenbundels en 4 brochures uit.

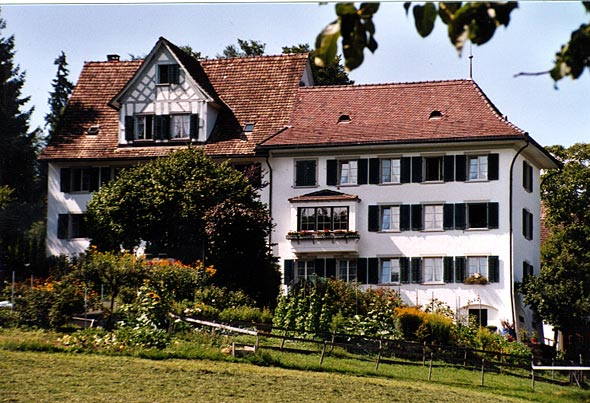
Geboortehuis van Johanna Spyri in Hirzel, kanton Zürich, Zwitserland

## Bibliografie Nederlandse vertalingen

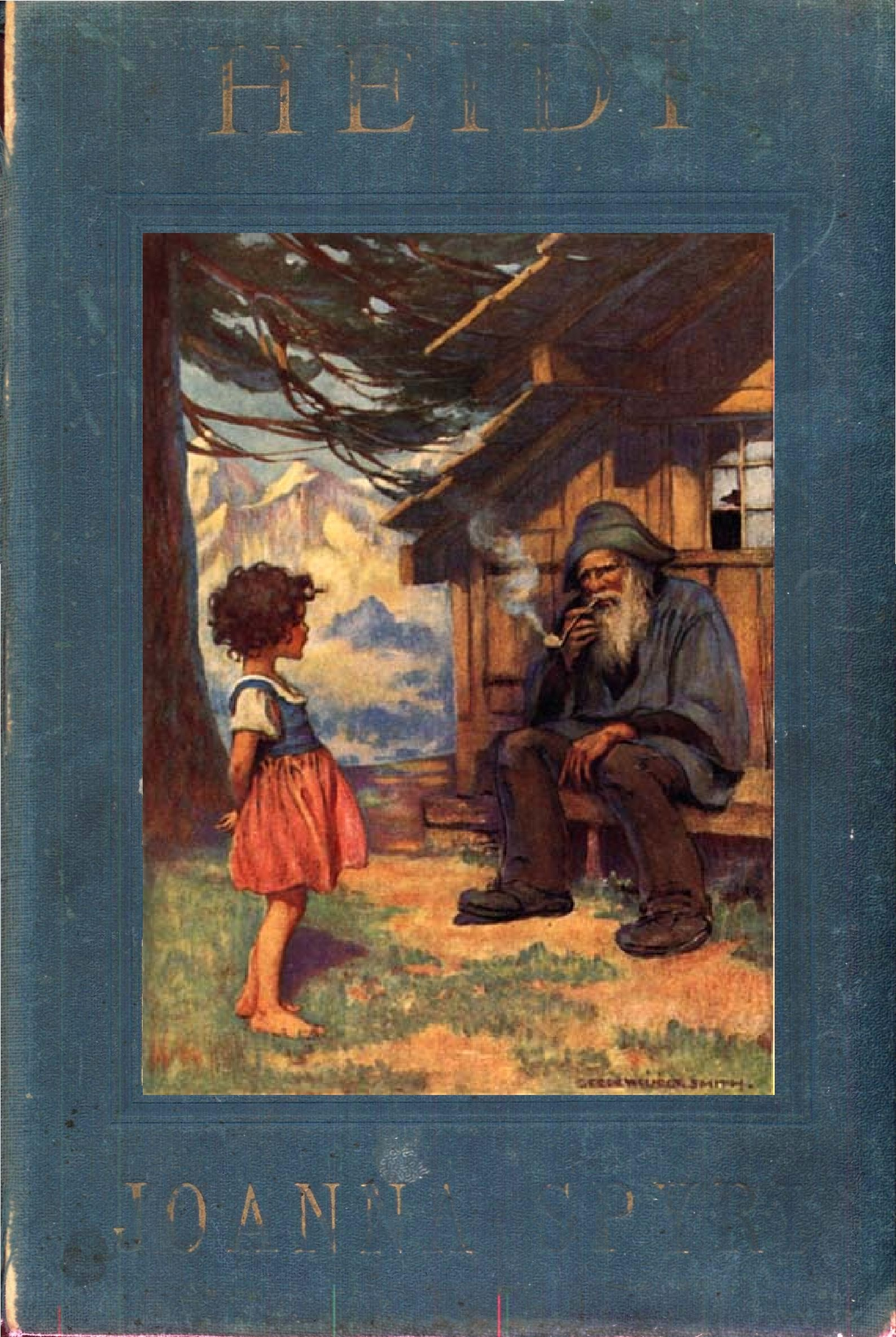
Illustratie van Jessie Willcox Smith (1863-1935) op omslag van Heidi

## Trivia

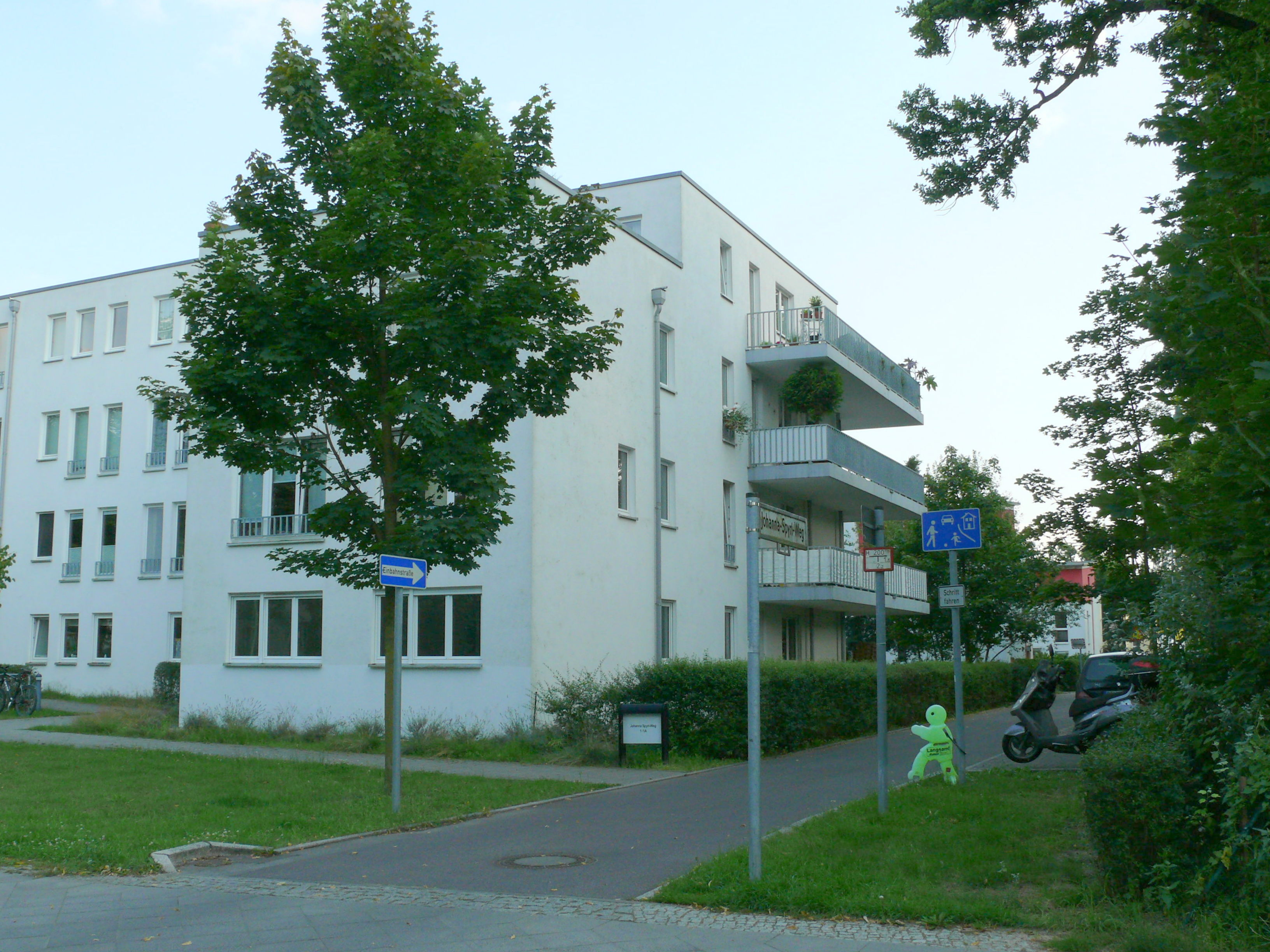
Straatzicht van de Johanna-Spyri-Weg, 2012